# Writers Guild of America Awards
Writers Guild of America Awards er en årlig prisuddeling arrangeret af Writers Guild of America West og East. Priserne gives til det enestående skrivearbejdet i fuldlængde film og tv-serier.
| Pris | Spire Denne artikel om priser eller udmærkelser er en spire som bør udbygges. Du er velkommen til at hjælpe Wikipedia ved at udvide den. |